# NGC 1749
NGC 1749 (również ESO 56-SC26) – gromada otwarta, znajdująca się w gwiazdozbiorze Złotej Ryby. Należy do Wielkiego Obłoku Magellana. Odkrył ją John Herschel 30 grudnia 1836 roku.